# 科西諾站
科西諾站（羅馬化：Kosino）是莫斯科地鐵涅克拉索夫卡線一個車站，在2019年6月3日啟用。此站可出站轉乘塔甘卡－紅普列斯尼亞線的萊蒙托夫大道站。